# Frank W. Warner
Frank Wilson Warner III (* 2. März 1938 in Pittsfield, Massachusetts) ist ein US-amerikanischer Mathematiker, der sich mit  Differentialgeometrie befasst.
Warner studierte an der Pennsylvania State University mit dem Bachelor-Abschluss 1959 und wurde 1963 am Massachusetts Institute of Technology bei Isadore M. Singer promoviert (Conjugate Locus of a Riemannian Manifold). 1965 wurde er Assistant Professor an der University of California, Berkeley, 1968 Associate Professor an der University of Pennsylvania und 1973 Professor. Er war von 1995 bis 1997 Dekan der dortigen School of Arts and Sciences. 2000 emeritierte er. 
Er leistete in den 1970er Jahren mit Jerry Kazdan wesentliche Beiträge zur Theorie Riemannscher Mannigfaltigkeiten mit vorgeschriebener Skalarkrümmung. Beide bewiesen 1975, dass sich eine beliebige glatte Funktion genau dann als Skalarkrümmung realisieren lässt, falls sie irgendwo auf der Mannigfaltigkeit negativ wird. Weitere Forschungen betrafen konjugierte Punkte (siehe Jacobifeld) Riemannscher Mannigfaltigkeiten.
1976 war er Guggenheim Fellow und 1994 wurde er Fellow der American Association for the Advancement of Science.

## Schriften
- Foundations of differentiable manifolds and Lie groups, Scott, Foresman and Co., 1971
- The conjugate locus of an Riemannian manifold, American Journal of Mathematics, Band 87, 1965, S. 575
- mit Kazdan: Scalar curvature and conformal deformation of Riemannian structure, Journal of Differential Geometry, 10 (1975). 113–134
- mit Kazdan: Existence and conformal deformation of metrics with prescribed Gaussian and scalar curvature, Annals of Mathematics, Band 101, 1975, S. 317–331